# Apanteles taoi
Apanteles taoi är en stekelart som beskrevs av Watanabe 1935. Apanteles taoi ingår i släktet Apanteles och familjen bracksteklar. Inga underarter finns listade i Catalogue of Life.